# Бойові дії (фільм)
«Бойові дії» (англ. Warfare) — англо-американський воєнний фільм 2025 року, зрежисований і написаний колишнім «морським котиком» Реєм Мендосою та Алексом Гарлендом. Заснований на реальному епізоді війни в Іраку. У ролях — суттєвий акторський ансамбль, на чолі якого Д'Фарао Ун-А-Тай і Вілл Поултер.
Прем'єра «Бойових дій» відбулась 16 березня 2025 року, в американський прокат фільм вийшов 11 квітня. Світові кінокритики надали йому високу оцінку — за словами оглядача газети The Telegraph Роббі Колліна, фільм є «найболіснішим і найчеснішим відображенням сучасної війни в історії».

## Сюжет
Події фільму відбуваються в реальному часі під час війни в Іраку. 2006 рік, місто Ер-Рамаді — загін «морських котиків» виконує бойове завдання з відбиття атаки інсургентів Аль-Каїди на багатоквартирний будинок…

## У ролях
- Д'Фарао Ун-А-Тай — Рей Мендоса, загальновійськовий передовий авіаційний навідник (JTAC)
- Вілл Поултер — Ерік, взводний
- Космо Джарвіс — Елліот Міллер, головний снайпер
- Джозеф Квінн — Сем, старшина
- Кіт Коннор — Томмі, кулеметник
- Фінн Беннетт — Джон, загальновійськовий передовий авіаційний навідник (JTAC)
- Тейлор Джон Сміт — Френк, снайпер
- Майкл Гандольфіні — лейтенант Макдональд
- Едейн Бредлі — сержант Леррус
- Ной Сентінео — Брайан (Заві), кулеметник
- Еван Голтцман — Брок, снайпер
- Генрі Зага — Аарон, навідник
- Чарльз Мелтон — Джейк, другий взводний
- Алекс Брокдорфф — Майкі, навідник/кулеметник

## Створення
Початкова ідея «Бойових дій» почала визрівати на знімальному майданчику попереднього фільму Алекса Гарленда «Повстання Штатів» (2024), коли режисер найняв колишнього «морського котика» Рея Мендосу для керування постановкою воєнних сцен, перш за все фінальної частини фільму з атакою на Білий дім. Гарленд був у захваті від прозорого методу Мендоси у роботі з акторами, до яких той ставився, як до військового загону. Режисер розказував:
|  | Я подумав: що, якщо зробити півтори години справжнього бою, прибрати всі трюки та примочки, якими користується кінематограф, і просто спробувати подати історію максимально вірогідно? |

Тоді Мендоса запропонував Гарленду втілення ідеї, яку він виношував роками — реконструювати засобами кіномови реальний епізод із військового минулого Мендоси з масштабною сутичкою з бійцями Аль-Каїди. Гарленд і Мендоса написали сценарій, який базувався суто на спогадах солдатів загону, а основними джерелами були проведені з ними інтерв'ю та їхні світлини.
Автори фільму усвідомлено відмовились від музичного супроводу, «оскільки музика має маніпулятивні властивості», а також надавали перевагу крупним планам персонажів. «Кіноіндустрія має давню історію репрезентації найгірших епізодів людських життів, перетворюючи їх на розвагу. Для нас етика війни була чи не найважливішою» — казав Алекс Гарленд. Для Рея Мендоси у створенні фільму надважливим було також оповісти всю історію з усією можливою точністю, оскільки головний снайпер загону Елліот Міллер, якого грає Космо Джарвіс, втратив пам'ять про операцію в Ер-Рамаді після її завершення.
Під час створення «Бойових дій» Рей Мендоса пішов ще далі у стосунках з акторами, ніж у «Повстанні Штатів», віддаючи накази тим із них, які грали офіцерів. Перед початком фільмування весь акторський склад пройшов тритижневий курс молодого бійця. Описуючи свою роботу над роллю та весь робочий процес, Вілл Поултер казав, що це був «один із найбільш змінюючих тебе досвідів у житті».
Знімальний процес пройшов із травня по липень 2024 року на колишньому аеродромі Повітряних сил Великої Британії біля селища Бовінгдон у графстві Гартфордшир. У минулому на цьому аеродромі знімались, зокрема, касові хіти «Бунтар Один. Зоряні Війни. Історія» (2016) та «Богемна рапсодія» (2018). Використовувалось американське військове екіпірування, а вулиця в Ер-Рамаді, де відбувалась сутичка з Аль-Каїдою, була відбудована в повному масштабі за допомогою світлин, мап і супутникових знімків на Google Maps.

## Сприйняття
Фільм здобув високу оцінку світових кінокритиків. Для оглядача газети The Times Кевіна Мейгера «Бойові дії» видались «сенсорним спалахом, ударним жахом і невблаганним нападом на людську душу. … Фільм важко дивитись, але й важко забути». Критик The Hollywood Reporter Девід Руні писав: «Якими б хоробрими не були бійці загону, не варто вважати, що сам фільм присвячений героїзму. „Бойові дії“ — про пекло, від якого ви будете тремтіти».
«Бойові дії» отримали найвищий глядацький бал (A-) серед усіх фільмів компанії A24 за результатами опитування CinemaScore. Наразі його рейтинг на Metacritic складає 78 %, на Rotten Tomatoes — 93 %.